# Krauses Zukunft
Krauses Zukunft ist ein deutscher Fernsehfilm aus dem Jahr 2021 und der achte Film von Regisseur und Autor Bernd Böhlich in der Filmreihe um den pensionierten Polizeihauptmeister Krause, der von Schauspieler Horst Krause unter seinem bürgerlichen Namen gespielt wird. Die Filmkomödie wurde am 5. Februar 2021 im Rahmen der Reihe Endlich Freitag im Ersten erstmals im Fernsehen ausgestrahlt.

## Handlung
Die Krauses leben inzwischen in der Villa des verstorbenen Rolf-Dieter Schlunzke und haben Köchin Paula den Gasthof überlassen. Krause ist gerade unzufrieden mit den Veränderungen, die um ihn herum geschehen: Paula hat den Gasthof umgestaltet und will nur noch vegane Gerichte servieren, in Schönhorst sollen Windräder gebaut werden und nach dem Willen von Bürgermeister Stübner soll der Dorfteich zu einem Erlebnisbad umgestaltet werden, um den Ort für den Fremdenverkehr attraktiver zu machen. Krause gefällt das alles nicht, denn nach seiner Meinung „braucht das kein Mensch“.
Im Kampf gegen die Windräder steht Krause nicht allein, weil die meisten Bewohner des Ortes dagegen sind. Solange er seine Wiese, auf der die Windräder nach Vorstellung der Bauherren stehen sollen, nicht hergibt, würde das Projekt auch nicht durchführbar sein. Nachdem eines von Krauses Pferden plötzlich altersbedingt krank wird und stirbt und dann wenige Tage später auch noch Schwager Rudi Krauses Schwester Meta per Brief mitteilt, dass er sich in eine ehemalige Schulfreundin verliebt habe und daher nicht aus Köln zurückkommen werde, versteht Krause die Welt nicht mehr. Entgeistert und traurig fragt sich Krause, warum sich die Dinge überhaupt verändern müssen. Als der Bürgermeister seinen Plan umzusetzen beginnt und Baumaschinen anrücken, um den Teich und das Gelände umzugestalten, geht Krause auf die Barrikaden. Dabei legt er sich mit den Ortspolizisten an, die ihn in Gewahrsam nehmen und aufs Polizeirevier bringen. Aufgrund der medialen Aufmerksamkeit zieht sich der Bauunternehmer von dem Projekt zurück und Krause hat dadurch zumindest einen kleinen Sieg errungen.
Beim Streit um die Windräder gibt es inzwischen keine Einigkeit mehr, denn außer Krauses Schwester Meta ist es auch Paulas Freund Thomas, der für diese Energiewende eintritt. Paula dagegen bringt kein Verständnis dafür auf und das junge Paar gerät darüber derart in Streit, dass Thomas aus dem Gasthof auszieht und Paula traurig zurücklässt. Krause kann das nicht länger mit ansehen und versucht auf Thomas einzuwirken, dass er nicht so einfach kommen und gehen könne, wie er es wolle. Schließlich ginge es nicht nur um Paula, sondern auch um ihren Sohn Timo. Um Timo etwas aufzumuntern, hat Krause beschlossen ein neues Pferd zu kaufen. Auf dem Pferdemarkt, wo sich Timo ein Haflingerfohlen aussucht, trifft Krause zufällig seine Bekannte Fanny, die hier Musik macht. Von ihr erfährt er, dass ihr inzwischen 99-jähriger Vater aufgrund des Kohleabbaus sein Haus verlassen soll, er sich aber weigert. Als Krause mit Fanny zusammen ihren Vater besucht, wird ihm klar, dass es mit dem Kohleabbau so nicht weitergehen kann. Er gibt den Windrädern auf seiner Wiese die Zusage, wenn sofort die Bagger „abgestellt“ werden. Fannys Vater kann er überreden, mit in seine Wohngemeinschaft in Schönhorst zu ziehen und den Bürgermeister bittet er, ihm die Wiesen um den Dorfteich zu verpachten. Da sein Land ja nun ein Windpark wird, brauchen die Pferde eine neue Weide. Mit Paulas fleischlosem Speiseplan kann sich Krause mit der Zeit arrangieren, da er dabei auch Gerichte wiederfindet, die er aus seiner Kindheit kennt und jahrelang nicht gegessen hat.
Krause kann sich letztendlich der Zukunft nicht mehr so ganz in den Weg stellen, aber er sorgt auch dafür, dass sich die Dinge nicht allzu schnell verändern.

„Je älter man wird, desto mehr will man davon noch erleben.“

## Produktion
Die Dreharbeiten fanden vom 8. September bis zum 9. Oktober 2020 unter dem gleichnamigen Arbeitstitel u. a. in der Westernstadt Templin sowie in den brandenburgischen Dörfern Ihlow (Oberbarnim), Müncheberg im Landkreis Märkisch-Oderland und Gröben im Landkreis Teltow-Fläming statt.

## Rezeption

### Einschaltquote
Die Erstausstrahlung von Krauses Zukunft wurde in Deutschland am 5. Februar 2021 von 4,72 Millionen Zuschauern gesehen und erreichte somit einen Marktanteil von 13,9 Prozent für Das Erste.

### Kritik
Tilmann P. Gangloff wertet bei tittelbach.tv: „Bernd Böhlich hat auch seinen achten Film über den pensionierten Polizeihauptmeister Horst Krause mit Bedacht inszeniert, aber anders als zuletzt […] passiert in ‚Krauses Zukunft‘ […] eine ganze Menge. Für den Geschmack des alten Krause, gewohnt unnachahmlich vom Schauspieler gleichen Namens verkörpert, passiert allerdings viel zu viel, denn Veränderungen sind ihm ein Gräuel.“ „Böhlich [macht] seinen Antihelden zum Repräsentanten jener Menschen, die Krauses Weltsicht teilen: ‚Leute wie ich werden nicht mehr gefragt.‘ Umso wichtiger ist es, dass sich sein Sinnes-Wandel nachvollziehen lässt, und dafür hat Böhlich sehr plausible Argumente gefunden.“
Filmdienst.de beurteilte den Film als einen „geruhsam inszenierte[n] Fernsehfilm aus der komödiantisch angehauchten Reihe um den eigenwilligen Rentner. Auch wenn die Hauptfigur das Szenario weiterhin trägt, bleibt ihr Weg zur widerwilligen Akzeptanz moderner Entwicklungen eher behauptet, zumal auch mancher Nebenstrang beliebig wirkt.“
Thomas Klingenmaier von den Stuttgarter Nachrichten beurteilte Krauses Rolle als „Bollwerk gegen die Spinnereien einer änderungssüchtigen Moderne.“ „Er ragt auf – und in die Breite – als knorriger Kämpfer für den gesunden Menschenverstand von vorgestern und gegen vegane Kost, Windräder, E-Bikes, Tourismusförderung und sonst alles, was ‚kein Mensch braucht.‘“ „Zugleich aber wird Krause natürlich der Agent des Guten, der dann doch den Sinn der Windenergie einsieht und den Charme eines Elektroantriebes, der nebenbei für die Vereinbarkeit von dörflicher Integrität und Touristenattraktivität kämpft und Kindern vermittelt, dass Tierliebe wichtiger ist als der Materialismus der Gadget-Ära.“